# Collsesplanes
Collsesplanes és una masia d'Espinelves (Osona) inclosa a l'Inventari del Patrimoni Arquitectònic de Catalunya.

## Descripció
Edifici civil. Masia de planta quadrada (15x15), coberta a dues vessants i amb el carener perpendicular a la façana, situada al nord. Conta de planta baixa i pis. Tot l'edifici presenta un petit ràfec, al sector nord amb colls de biga i al sud amb teules graonades. La façana presenta tres portals a la planta i una finestra al primer pis i, com totes les obertures de la casa, són d'arc de mig punt recobert de totxo cuit. La part oest i est presenten una estructura simètrica, només que la primera és arrebossada. Es distribueixen tres finestres a la planta i tres al primer pis. A migdia hi ha un adossament de construcció recent a la planta i una finestra, i a nivell del primer pis hi ha dues grans obertures d'arc rebaixat a manera de porxo cobert, i a cada costat finestretes d'arc de mig punt. Malgrat estar deshabitada, l'estat de conservació és bo.

## Història
Masia situada a peu de la carretera de Vic a Sant Hilari, prop del límit del terme de Vilanova de Sau, en el collet de Collsesplanes, a 100 m d'altitud.
Malgrat no tenir cap data de la construcció, és possible que sigui de l'època d'expansió municipal, entre els segles XVII i xviii.